# 武田信政
武田信政（日语：／ Takeda Nobumasa，1196年2月15日—1265年1月24日）是日本鎌倉時代前期至中期武將，甲斐源氏第6代家督，武田氏第3代家督。武田信光嫡子，母親為新田義重之女、一條信長同母兄長，通稱“小五郎”。官至伊豆守、安藝守、若狭守。有五名兒子武田信時（五郎次郎、安藝守護信時流武田氏始祖）、武田政綱（五郎三郎、石和流武田氏始祖）、武田信村、武田信泰、武田信綱。

## 生平
建久7年（1196年）1月15日，武田信政於甲府之館內誕生。幼名為龍光丸及勝千代。元久元年（1204年）11月15日，當時的執權北條時政作為他的烏帽子親為他元服，信政之取名中的｢政｣是受北條時政賜予的偏諱。
年少時，因受讒言所客被流放至安藝國、最終被允許歸國。1221年，承久之亂時，與父共同為幕府效力。其後、父親武田信光出家、繼承為家督。文永2年（1265年）逝世，由嫡子武田信時繼承家督之位。
建長6年（1254年）著成的《古今著聞集》包含有關信政的軼事。